# Michael Caicedo
Pour les articles homonymes, voir Caicedo.
Michael Caicedo Sánchez, né le 21 juin 2003 à Inca, est un joueur professionnel espagnol de basket-ball évoluant aux postes de d'arrière et d'ailier.

## Biographie

### Jeunesse
Michael Caicedo est né à Inca, près de Majorque, d'un père colombien et d'une mère espagnole. Jusqu'à l'âge de 12 ans, il joue au football avant de se tourner vers le basket-ball sur recommandation de sa famille. En 2019, il remporte le championnat d'Europe des moins de 16 ans avec l'équipe espagnole des moins de 16 ans. Le 9 janvier 2021, alors qu’il fait partie de l’équipe B du FC Barcelone qui participe à la LEB Oro, Michael Caicedo fait ses débuts pour Barcelone en première division espagnole, devenant le cinquième plus jeune joueur à entrer en jeu dans l'histoire du club.
En décembre 2020, il est élu MVP de l'Euroleague Basketball Next Generation Tournament (en) à Valence.

### Carrière professionnelle
Il débute le 9 janvier 2021 avec le FC Barcelone face à Bàsquet Manresa en jouant 3 minutes.
Lors de la saison suivante, il intègre l'équipe première barcelonaise et débute le 3 octobre 2021 face au Surne Bilbao Basket en jouant 5 minutes pour une passe décisive. Il fait également ses débuts en EuroLigue le 28 octobre 2021 face au Maccabi Tel-Aviv en jouant une minute. Sur cette saison, il dispute 13 matchs de championnat et 11 matchs d'EuroLigue.
Il commence la saison 2022-2023 avec le FC Barcelone mais après 7 matchs joués pour des moyennes de 1,6 point, 0,3 rebond et 0,6 passe décisive, il est prêté en janvier 2023 au CB Grenade jusqu'à la fin de la saison. Il y dispute 19 matchs avec un record en carrière de 15 points le 5 février 2023 face à Baloncesto Fuenlabrada. À l'issue de la saison, il est invité à participer au NBA draft combine (en) avec, entre autres, Justus Hollatz, le champion du monde allemand.
Il s'engage avec Bàsquet Girona, toujours en Liga Endesa, pour la saison 2023-2024 mais il manque le début de la saison en raison d'une blessure au pied droit. Il fait ses débuts le 9 mars 2024 face UCAM Murcia CB avec un rebond en 6 minutes de jeu. Au total, il dispute 6 matchs pour une moyenne de 1 point par match.
Durant l'été 2024, il s'engage avec un nouveau club du championnat espagnol, à savoir le Força Lleida. Durant la saison 2024-2025, il ne dispute que 12 matchs, sans aucune titularisation, pour des moyennes de 1,6 point et 1,3 rebond en moins de 9 minutes de jeu par match. Fin mars 2025, suite au départ de Jakub Niziol et en tant que pigiste médical de Lucas Hergott, il rejoint le Stade rochelais en Betclic Élite pour la fin de saison. Il dispute 7 matchs pour des moyennes de 8,4 points et 8 rebonds avec un temps de jeu moyenne de 29,3 minutes. Malgré une bonne fin de saison, il quitte le club rochelais à la fin de la saison.

### En équipe nationale
En 2021 et 2023, il a participé au 2021 FIBA U20 European Challengers (en) et au Championnat d'Europe des moins de 20 ans en 2022 et 2023.

## Palmarès et Distinctions

### Palmarès
- Vainqueur du championnat d'Europe des moins de 16 ans (2019)

### Distinctions personnelles
- MVP de l'Euroleague Basketball Next Generation Tournament (2020)